# Eteläinen Konisaari
Eteläinen Konisaari är en ö i Finland. Den ligger i sjön Keurusselkä och i kommunen Keuru i den ekonomiska regionen  Keuru  och landskapet Mellersta Finland, i den södra delen av landet, 210 km norr om huvudstaden Helsingfors. Öns area är 2,2 hektar och dess största längd är 280 meter i sydväst-nordöstlig riktning.